# Sven Wingquist

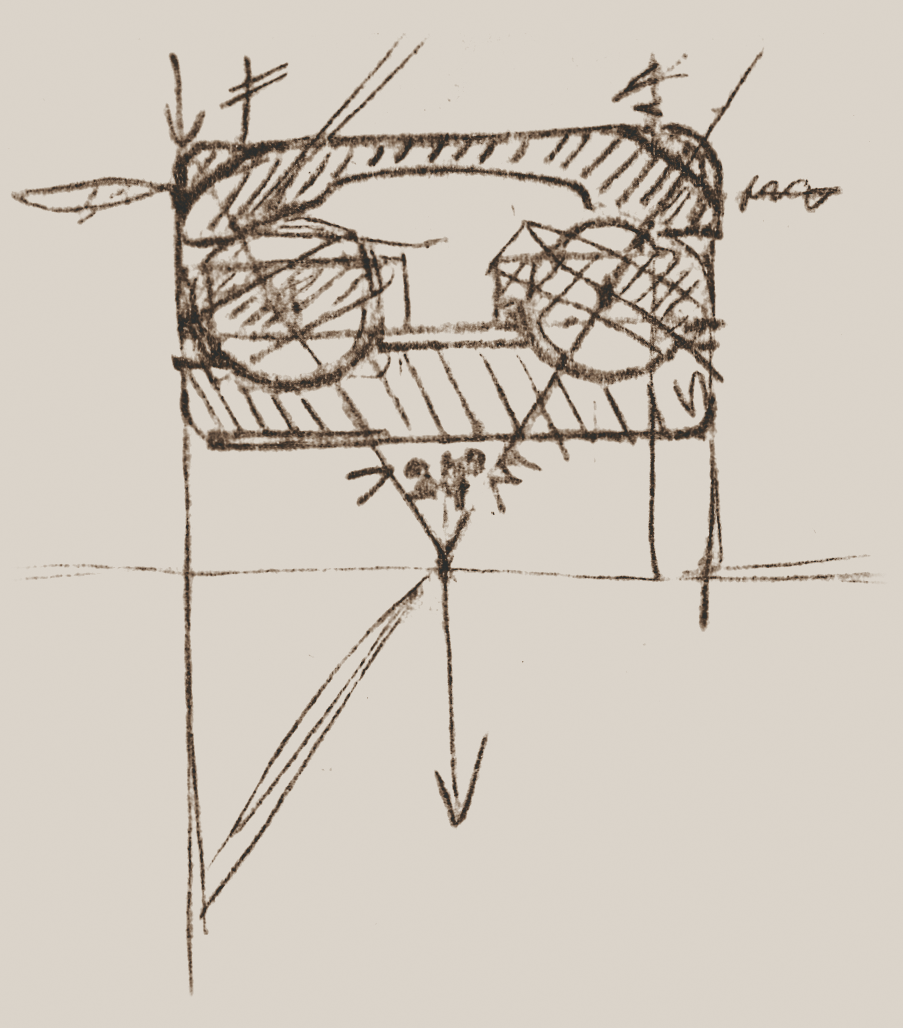
Sporządzony przez Svena Wingquista szkic łożyska kulkowego dwurzędowego (około roku 1906)

Sven Gustaf Wingquist (ur. 10 grudnia 1876 w Hallsbergu, zm. 17 kwietnia 1953 w Göteborgu) – szwedzki inżynier, wynalazca, przemysłowiec, współzałożyciel koncernu SKF. Zasłużył się jako współtwórca współczesnej konstrukcji i technologii produkcji łożysk tocznych.

## Życiorys
Sven Wingquist urodził się 10 grudnia 1876 r. w Hallsbergu w regionie Örebro w Szwecji jako syn  S. D. Wingqvista i Anny Lundberg. W roku 1894 ukończył technikum w Örebro. Pięć lat później znalazł zatrudnienie jako inżynier utrzymania ruchu w manufakturze włókienniczej Gamlestadens Textile Industry w Göteborgu. Przez wiele lat pracował tam nad rozwiązaniem problemu częstych awarii łożyskowań głównych wałów napędowych. Były one spowodowane zbytnim przesztywnieniem układu łożyskowego, podczas gdy na skutek obciążenia dużymi siłami, w wale występowały liczne odkształcenia sprężyste i przemieszczenia osiowe wału. W roku 1902 przestudiował prace teoretyczne profesora Richarda Stribecka z Instytutu Technologicznego w Dreźnie na temat łożysk kulkowych. Wingqvist później zaprojektował łożyskowanie oparte na łożyskach kulkowych, wprowadzając szereg innowacji. W przydomowym warsztacie wytwarzał łożyska w różnych wariantach konstrukcyjnych i materiałowych, a następnie je testował, szukając najlepszego rozwiązania. W roku 1906 opatentował jednorzędowe lożysko kulkowe, jednak zaproponowane przez niego rozwiązanie konstrukcyjne nie przyjęło się, gdyż nie mogło być obciążane siłami osiowymi.
14 lutego 1907 roku razem z właścicielami Gamlestadens Textile Industry założył spółkę Svenska Kullagerfabriken (SKF), zajmującą się produkcją łożysk tocznych i został jej dyrektorem. Wkrótce wprowadził szereg zmian, ulepszając poprzednią wersję łożyska kulkowego jednorzędowego, a także opatentował łożyska wahliwe i dwurzędowe. Aż do śmierci pracował nad ulepszaniem i nowymi konstrukcjami łożysk tocznych. Jest autorem kilkudziesięciu patentów, a założona przez niego firma SKF jest obecnie największym światowym producentem łożysk tocznych.

## Wybrane patenty
- 25406 Łożysko kulkowe wielorzędowe, 1907
- 26266 Łożysko kulkowe osiowoobciążalne, 1908
- 31707 Dwurzędowe łożysko baryłkowe, 1910
- 33901 Koszyk do łożysk kulkowych (z H. Olssonem), 1910
- 78223 Oprzyrządowanie do łożysk dwurzędowych, 1931